# Christian Sarton du Jonchay
Christian Sarton du Jonchay, plus connu sous le nom Christian du Jonchay, né le 26 décembre 1899 à Batna et mort le 10 août 1987 à Langrune-sur-Mer, est un militaire français qui a versé dans la collaboration avec l'occupant nazi au cours de la seconde guerre mondiale.

## Biographie

### Famille
Issu de la famille Sarton du Jonchay, Noël Marie Aimé Christian Sarton du Jonchay est le fils du général Charles Sarton du Jonchay, alors en garnison en Algérie, et de Philomène de Sonis, fille du général Louis-Gaston de Sonis.
Il est le petit-fils de Louis-Gaston de Sonis et le cousin de Raymond du Jonchay (1900-1991).
Il se marie quatre fois, avec tout d'abord Geneviève Stewens (1895-1978) en 1932, puis Ariane Haas (1909-1997), dont il a un fils en 1943, puis Maria Fulop (1905-1977) en 1964 et enfin Cécile Beugnot (1906-1997) en 1979.

### Première guerre mondiale
Élève au Prytanée national militaire de la Flèche, il s’engage en août 1914, à 14 ans, sous l’identité de Abd el Ali ben Zanchi dans le Régiment de spahis auxiliaires algériens que commande son père,.
Fait prisonnier le 12 octobre lors de la reddition de Lille, il s’évade, mais est repris. Condamné à mort comme espion, il parvient à se joindre à un groupe de déportés civils, puis est rapatrié au début de 1915, vu son jeune âge. Décoré de la croix de guerre, il est alors à 15 ans le plus jeune maréchal des logis de France. En décembre 1916, ayant atteint l’âge légal, il prend un engagement sous sa véritable identité. Après avoir servi dans différents régiments de cavalerie et bataillons de chasseurs, il est blessé en juillet 1918 et termine la guerre avec 7 citations, comme lieutenant et chevalier de la Légion d’Honneur.

### Après-guerre
Resté dans l’armée, Christian du Jonchay passe son baccalauréat et se porte volontaire pour servir lors de la Campagne de Syrie en 1921. Deux nouvelles citations font état de son intrépidité. Toutefois, gravement blessé à l’épaule droite, il doit être rapatrié au Val de Grâce en juillet. Après sa convalescence, ayant pratiquement perdu l’usage de son épaule droite, il se voit reconnaître une incapacité de 65%. Sa carrière dans la cavalerie étant compromise, il s’oriente vers l’aviation, d’abord comme observateur, puis en obtenant son brevet de pilote le 17 août 1927. Affecté au 2e Régiment d’aviation à Strasbourg, il se voit confier temporairement le commandement de la 1re escadrille de chasse, héritière de la prestigieuse Escadrille des Cicognes (SPA3) de Guynemer.
Après une affectation en état-major, il rejoint le Groupe des Avions nouveaux, précurseur du centre d'essais du matériel aérien CEMA, comme commandant de la Section des avions légers. Cependant, ayant échoué à l’École de Guerre, il prend sa retraite comme commandant de réserve le 11 octobre 1933.

#### Chez Caudron-Renault
Du Jonchay rejoint alors Caudron-Renault, filiale aviation de la grande société automobile. Il s’illustre dans divers voyages de présentation des avions Caudron, en particulier du C690 qu’il présente au Roi Carol II de Roumanie à Bucarest en mai 1936. Avec son épouse américaine Gene, il est alors une figure du milieu mondain gravitant autour de l’aviation. En novembre 1934, rapporte l’aviatrice Madeleine Charnaux, épouse du journaliste Jean Fontenoy, il obtient des obsèques aux Invalides pour la célèbre aviatrice Hélène Boucher, décédée accidentellement en essayant un Caudron Rafale. En 1938, il pilote l’avion du sénateur Amaury de La Grange, président de l’Aéroclub de France invité à Berlin par Goering.
En janvier 1939, il rejoint la SNCASE comme responsable du service de réception des avions. En juillet, il est, en tant que directeur du Service des Expositions de l’Union syndicale des industries aéronautiques, l’un des organisateurs de la participation française au Salon international de Bruxelles.

### Seconde Guerre mondiale
À la mobilisation, il renonce à son statut d’affecté spécial à la SNCASE et se trouve affecté à l’état-major de l’Air. De mars à mai 1940, il est « officier de marque » pour les bombardiers américains, chargé pour l’état-major de suivre le montage et l’équipement des bombardiers Glenn Martin 167 et Douglas Boston livrés en caisse à Casablanca.
Lorsque se déclenchent les opérations actives, sur sa demande de rejoindre une unité combattante, il est nommé commandant en second du groupe de bombardement GB I/64. À nouveau blessé, il fait l’objet d’une citation pour son action lors de plusieurs missions difficiles, et se trouve promu au grade de commandeur de la Légion d’honneur.

#### Vichy et la Collaboration
Revenu du Maroc où il s’était replié avec son groupe le 18 juin, du Jonchay est démobilisé et rejoint le Comité d’organisation de l’Industrie aéronautique en tant que chef du service des relations extérieures. Il se rapproche alors des Allemands et des milieux collaborationnistes.
En décembre 1942, il est envoyé en Tunisie par Pierre Laval, dont le directeur de cabinet, Jacques Guérard, était un ami. Chef d’une mission de 6 officiers chargés d’organiser la résistance à « l’invasion anglo-américaine », il participe à l’organisation de la Phalange Africaine sans y exercer de responsabilité directe. Nommé directeur de cabinet de l’Amiral Estéva, Résident Général, il cherche à infléchir son action au profit des armées germano-italiennes, en étroite liaison avec l’ambassadeur allemand Rudolf Rahn  et avec Georges Guilbaud, animateur du « Comité d’Union et d’Action Révolutionnaire » proche du PPF de Doriot.
Rapatrié dans un avion allemand au moment de la capitulation des forces de l’Axe, il est décoré à Vichy de la Croix de Guerre Légionnaire par le Colonel Edgard Puaud, chef de la LVF. Son ami Jean Fontenoy le félicite après cette décoration.
En 1943-1944, il est à l’Hotel Matignon le représentant de Jacques Guérard, secrétaire général du chef du gouvernement, Pierre Laval. Dans l’exercice de cette fonction, il encourage le recrutement d’officiers français pour la LVF, puis pour les unités de SS français de la future Division Charlemagne. Il a pour chauffeur la célèbre Violette Morris, ancienne championne automobile dont la famille paternelle connaissait bien les de Sonis.
Fin août 1944, il est envoyé comme représentant de Pierre Laval auprès de Rudolf Rahn, alors ambassadeur d’Allemagne auprès de la République Sociale Italienne, dite république de Salo. Georges Guilbaud étant pour sa part accrédité auprès de ce gouvernement fasciste,. En octobre, il se réfugie en Suisse. Les autorités françaises ayant demandé son refoulement, il y échappe grâce à une intervention de Carl Burckhardt, Directeur du Comité International de la Croix Rouge.

### Après la Seconde Guerre Mondiale
Condamné à mort par contumace par la Cour de Justice de la Seine le 11 octobre 1948 , il passera 15 ans en exil. En Espagne, il est employé par la filiale d’une société allemande, dirigée par Otto Skorzeny. Il revoit le roi Carol de Roumanie et se lie d’amitié avec Abel Bonnard ; il figure d’ailleurs parmi les légataires des archives de l’ancien académicien et ministre de Vichy. Il passe aussi quelques années en Argentine, employé par l'administration de Juan Peron, où il retrouve Georges Guilbaud.
En 1951, il obtient, avec un autre exilé, Jacques Guérard, qu'une messe à la mémoire du maréchal Pétain soit « célébrée avec solennité dans la chapelle royale de la cathédrale Notre-Dame du Siège de Séville, alors que l’Ambassade de France a obtenu que les autres cérémonies se déroulent dans une chapelle privée ou se limitent à une messe basse »,.
Il est amnistié par décret du 19 octobre 1959, pris en application de l’ordonnance du 20 février.
Il se partage dès lors entre l’Espagne et la France. Fidèle à ses anciens engagements, il écrit le 3 mars 1975, à l’occasion du décès de Rudolf Rahn : « je l’aimais beaucoup. Il a été splendide pour la France pendant les 5 mois de l’aventure tunisienne ».
Il est décédé à Langrune sur-Mer, dans le Calvados, le 10 août 1987.